# すまいる

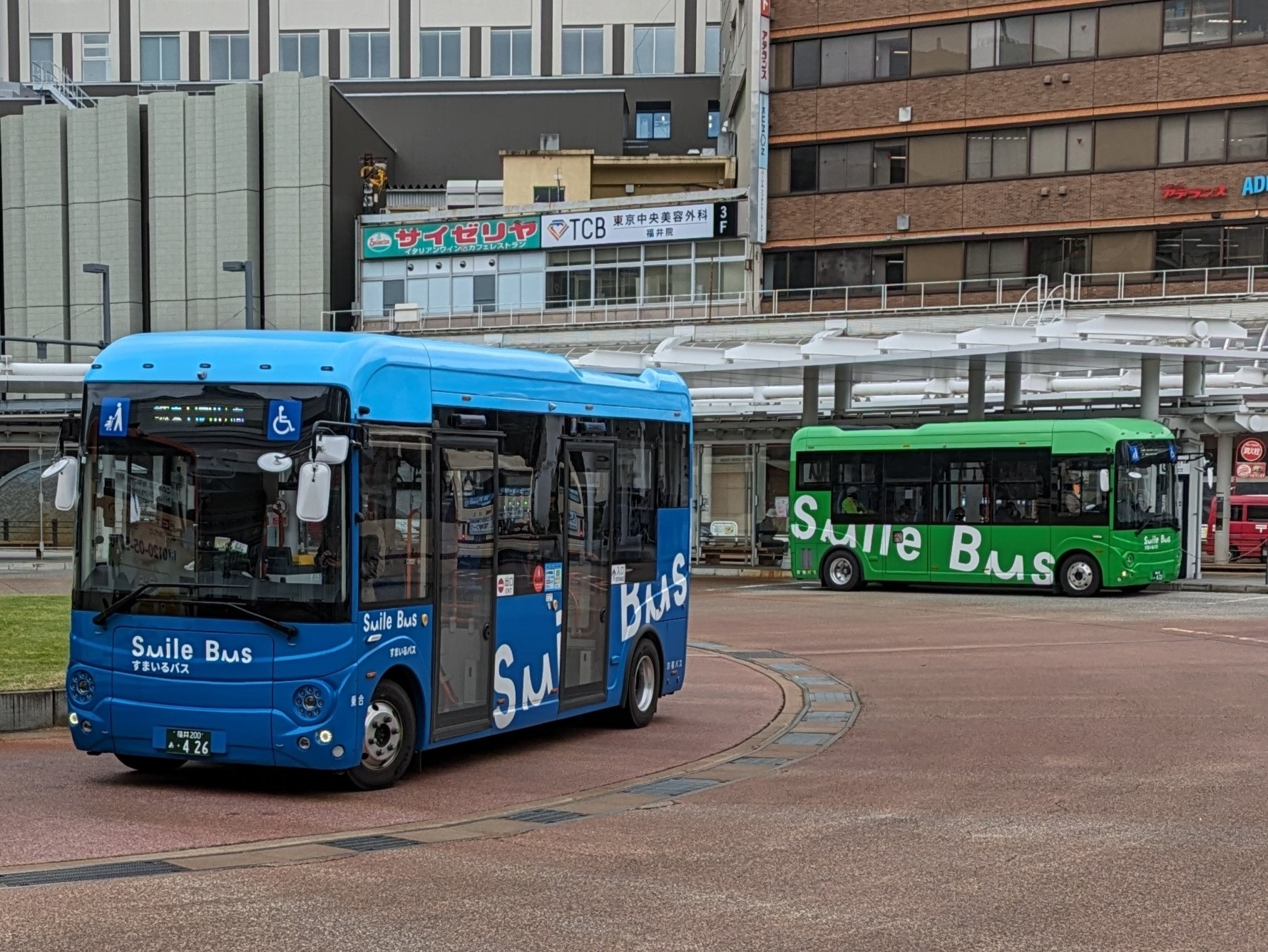
すまいるバス（EVバス）

すまいるは、福井県福井市で運行されていたコミュニティバス。第三セクターのまちづくり福井が運行主体となり、京福バスに運行を委託していた。2021年（令和3年）10月1日に、受託運行していた京福バスが一般路線バスとして編入。同日より「すまいるバス」の名称で運行を開始した。

## 概要
福井市中心市街地の活性化、ならびに学生や高齢者といった交通弱者のバス利用の機会を高めるために運行を開始したコミュニティバスである。福井商工会議所と福井県バス協会が共同で試行実験を行った後、そのニーズの必要性を認識した中心市街地の商店会が引継ぎ、最終的には福井市がまちづくり福井に委託する形で本格運行を開始した。
愛称「すまいる」には、笑顔という意味のsmileに加えて、機動性をイメージする言葉として「住まい（地域）の中に入る」、また停留場をこまめに設置することから「ショートマイル」すなわち身近な交通移動手段である意味を込めている。
運賃は100円均一とし、利用しやすいように車両を小型化し循環ルートでの運行とした。利用しやすいという声がある反面、狭隘道路を走るルートがあるため遅れが生じやすい面がある。一方、乗客数は2007年度に約54万9千人を記録して以降減少しており、2018年度には約42万4千人まで減少していた。

## 沿革
- 1999年（平成11年）
  - 8月 - 福井商工会議所が北西～北ルート試験運転開始
  - 11月 - 福井駅前商店街が主体となった実験に移行
- 2000年（平成12年）
  - 1月 - これらの実績を踏まえて福井市が中心市街地活性化計画の一環としてこの実験を継承
  - 4月 - 西～南西ルート試験運転開始
  - 4月1日 - 北西～北ルート本格運行に移行
  - 6月15日 - 西～南西ルート本格運行に移行
- 2001年（平成13年）
  - 4月 - 南～南東ルート試験運転開始
  - 6月 - 東～北東ルート試験運転開始
  - 7月1日 - 南～南東ルート本格運行に移行
  - 9月1日 - 東～北東ルート本格運行に移行
- 2006年（平成18年）7月10日 - 東～北東ルート・南～南東ルートの経路を一部変更。
- 2007年（平成19年）1月14日 - 運行開始からの累計利用者が300万人を突破。
- 2008年（平成20年）
  - 1月11日 - 東～北東ルート・南～南東ルートと同じルートで、京福バスが一般乗合路線として深夜バスの実験運行開始。
  - 9月26日 - 利用実績の不振に伴い、深夜バスの実験運行終了。
  - 10月1日 - すまいるバス一日乗車券「すまいるバス1日フリーパス」発売開始。
- 2010年（平成22年）2月1日 - 車内の液晶ディスプレイの案内表示がリニューアルされた。
- 2011年（平成23年）3月20日 - 福井地区限定の地域型電子マネー「ICOUSA」（イコウサ）を導入（乗車カード兼用）[6]。
- 2019年（平成31年）4月1日 - 全ルートで改正、【北ルート】逆回り運行・一部ルート変更、【西ルート】バス停廃止・ダイヤ改正、【南ルート】一部ルート変更・ダイヤ改正、【東ルート】一部ルート変更・ダイヤ改正
- 2021年（令和3年）
  - 9月30日 - ICOUSAの取り扱いを終了[7]。
  - 10月1日 - すまいるバスの全路線を京福バスへ移管、一般路線バスに移行[5]。全ルートとも日中の運転間隔を45分間隔に統一、【南ルート】バス停新設[4]。バス停名の数字を京福バスの他路線に合わせ、算用数字から漢数字にすべて変更。
- 2022年（令和4年）4月1日 - 【南ルート】以前廃止したバス停を一部復活[8]。
- 2024年（令和6年）
  - 2月24日 - 「ICOCA」などの全国相互利用サービスに対応した交通系ICカードが利用可能となる（SF利用のみで京福バスのICOCA定期券は利用不可）[9]。
  - 3月16日 - EVバス導入[10]。【北ルート】一部ルート変更・ダイヤ改正、【東ルート】一部ルート変更・ダイヤ改正[11]。

## 運賃
大人・小児とも1乗車100円。運行開始当初は前払い方式であったが、交通系ICカード導入準備の車両改造により2024年（令和6年）2月13日より後払い方式を採用している。
2014年の消費税税率改定時には運賃を据え置いたが、2019年の消費税率改定時に、福井市は国土交通省中部運輸局に運賃を110円に値上げする申請を行った。その後に福井市議会で、値上げすると利用者が減少するという意見や100円を維持すべきとする意見が出た。福井市は市議会の意見を踏まえて中部運輸局への申請を取り下げ、税率改定後も100円を維持する方針とした。京福バスへの路線委譲後は、当面の間は100円均一運賃を維持する予定であるが、状況によっては運賃を見直しする場合もあるとしている。
すまいるバス専用の一日乗車券「すまいるバス1日フリーパス」は大人・小児とも1日300円。沿線公共施設の割引サービス付き。2021年（令和3年）10月1日にすまいるバスが京福バスの一般路線バスへ移管されたことに伴い、京福バス休日フリーきっぷも利用できるようになった。

## 路線

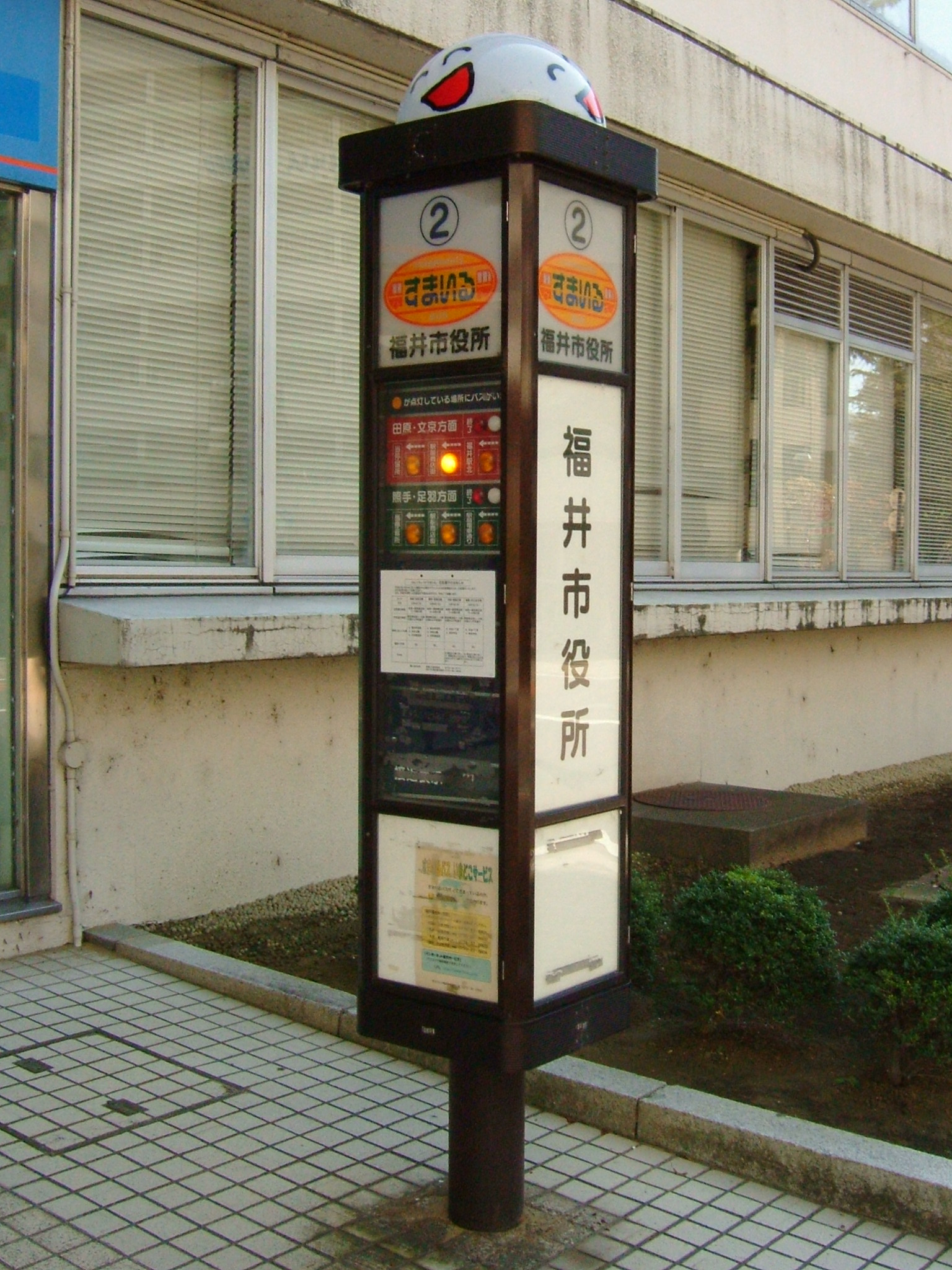
すまいるのバス停（福井市役所前バス停、現存せず）

主要バス停のみ記載。各路線の詳細・運行ダイヤは、京福バス公式サイトを参照。
試験運行以来、福井駅西口から西約200mの路上に位置した「駅前商店街」バス停留所（現在の同名停留所とは別の地点で、当該の市道は廃止となり跡地にはふくまちブロックが建設された）を発着地としていたが、2016年3月の同駅西口交通広場のバス専用ロータリー供用時に同所へ乗り入れを開始して「福井駅」6番のりばへ移し、同日延伸された福井鉄道福武線（軌道線支線）の福井駅停留場に隣接する位置となった。福井駅周辺の市街地を中心に、東西南北の4方面へ片方向（2019年4月以降は各方面全体を見た場合いずれも左回り）のみの環状運転を行っている。路線バスへの移行後は、各路線とも45分間隔の運行としていたが、2024年10月より日中の各ルート3本を減便、1時間30分に開く時間帯が生じ、この間隔の前後の便の間で福井駅における継続乗車ができなくなっている。

### 北ルート（田原・文京方面）
（赤色●）
- 運行ルート：福井駅→養浩館口江戸上町→西別院駅→北陸高校東→護国神社前→藤島高校前（県立美術館前）→田原町駅（フェニックス・プラザ西）→裁判所前→大名町（福井市役所口）→福井駅

### 西ルート（照手・足羽方面）
（緑色●）
- 運行ルート:福井駅→福井銀行本店前→照手→光陽→新明里橋北→足羽→ふれあいセンター→愛宕坂→福井駅

### 南ルート（木田・板垣方面）
（銀色●）
- 運行ルート:福井駅→春日→木田さざんか児童館→福井南郵便局前→羽水高校前→木田→板垣→豊島東公園口→福井駅

### 東ルート（城東・日之出方面）
（青色●）
- 運行ルート:福井駅→高志高校前→健康管理センター前→自動車学校前→円山公民館→北四ツ居→県立病院口→ふれあい公社前→福井駅

## ルート沿線の施設
(割)は一日乗車券「すまいるバス1日フリーパス」の提示による割引対象施設（特別展および共通観覧券を除く）。

### 田原・文京方面
- 新福井駅、福井県国際交流会館、福井県庁宝永分庁舎、福井県警察本部葵分庁舎、養浩館庭園(割)、福井市立郷土歴史博物館(割)、福井県福井合同庁舎、福井市宝永小学校、西別院駅、北陸中学校・高等学校、幾久公園、福井県立歴史博物館(割)、福井県護国神社、福井県立藤島高等学校、福井県立美術館(割)、福井市立図書館、福井市明道中学校、田原町駅、フェニックス・プラザ、福井春山合同庁舎、福井地方裁判所、福井公証人合同役場、福井市上下水道局、福井市中央公園、福井市役所、福井城址大名町駅、西武福井店

### 照手・足羽方面
- 福井城址大名町駅、福井大仏、福井県総合福祉相談所、福井県立福井特別支援学校、光陽生協病院、福井競輪場、足羽ふれあいセンター、福井市足羽小学校、愛宕坂、福井市愛宕坂茶道美術館(割)、福井市橘曙覧記念文学館(割)、福井市自然史博物館(割)、足羽山、足羽川桜並木、西武福井店

### 木田・板垣方面
- AOSSA、福井市明倫中学校、福井市木田小学校、福井刑務所、福井南郵便局、福井県立羽水高等学校、福井県児童・福祉相談所、豊島東公園

### 城東・日之出方面
- 福井市旭小学校、福井県立高志中学校・高等学校、福井県立こども歴史文化館、福井市成和中学校、福井市健康管理センター、福井県福井土木事務所、パリオCITY、福井市円山小学校、福井県立病院、福井市日之出小学校、福井地方合同庁舎、新福井駅

## 運行車両
- 日野・レインボー・日野・ポンチョ
  - 小型低床バスで定員35名。自動アイドリングストップ機構装置および車内に液晶ディスプレイ案内表示装置が装備されている。

運行車両の塗色
- 田原・文京方面 - ポンチョ（879、2017年製・SDG-HX9JLBE）[13] 車体ベース色：赤
- 照手・足羽方面 - ポンチョ（947、2018年製・2DG-HX9JLCE）[14] 車体ベース色：緑
- 木田・板垣方面 - レインボー（116、2001年製・KK-HR1JEEE）[15] 車体ベース色：銀
- 城東・日之出方面 - ポンチョ（810、2016年製・SDG-HX9JLBE）[16] 車体ベース色：青
- 予備車（代理車） - レインボー（117、2001年製・KK-HR1JEEE）[15] 車体ベース色：黄他

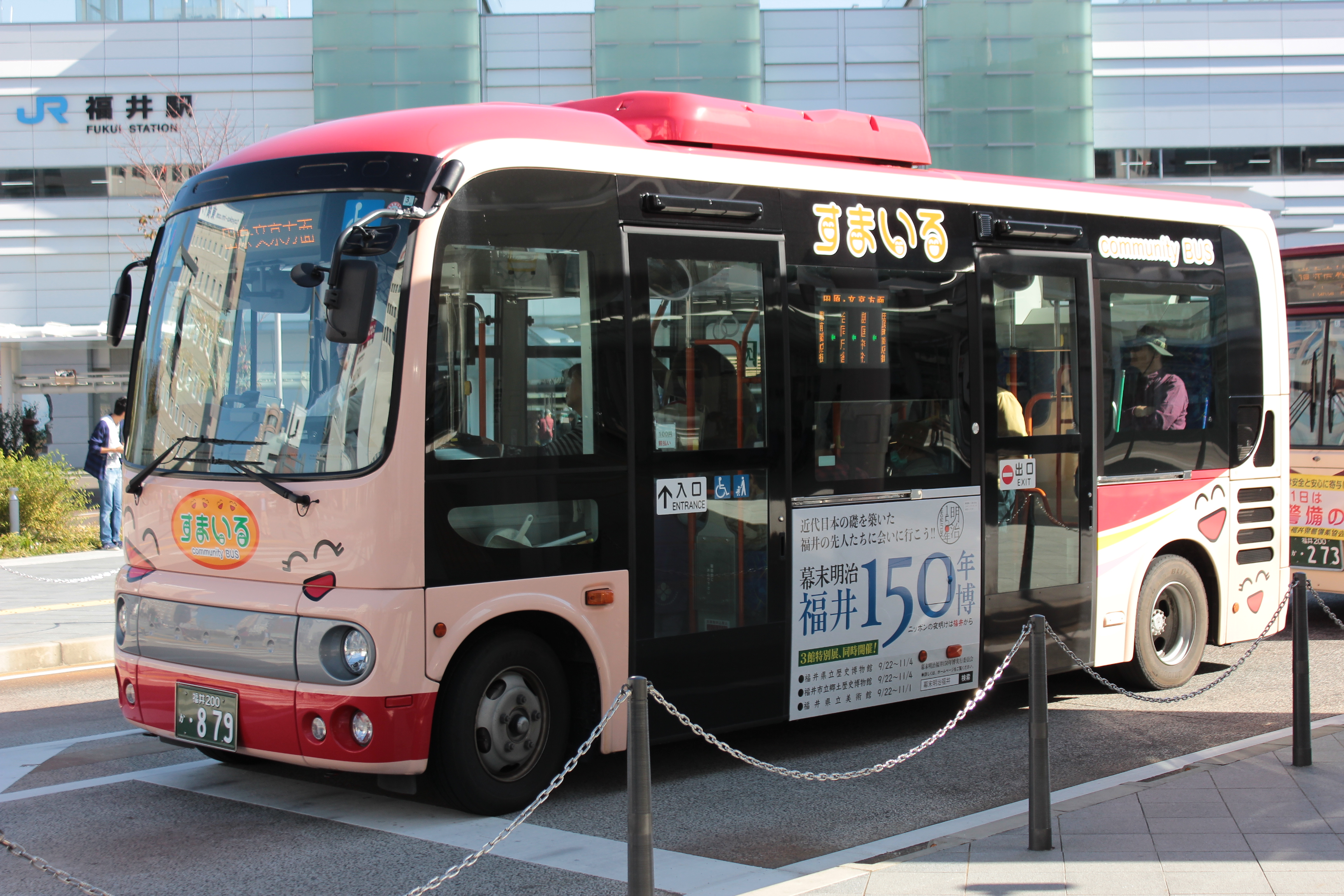
田原・文京方面
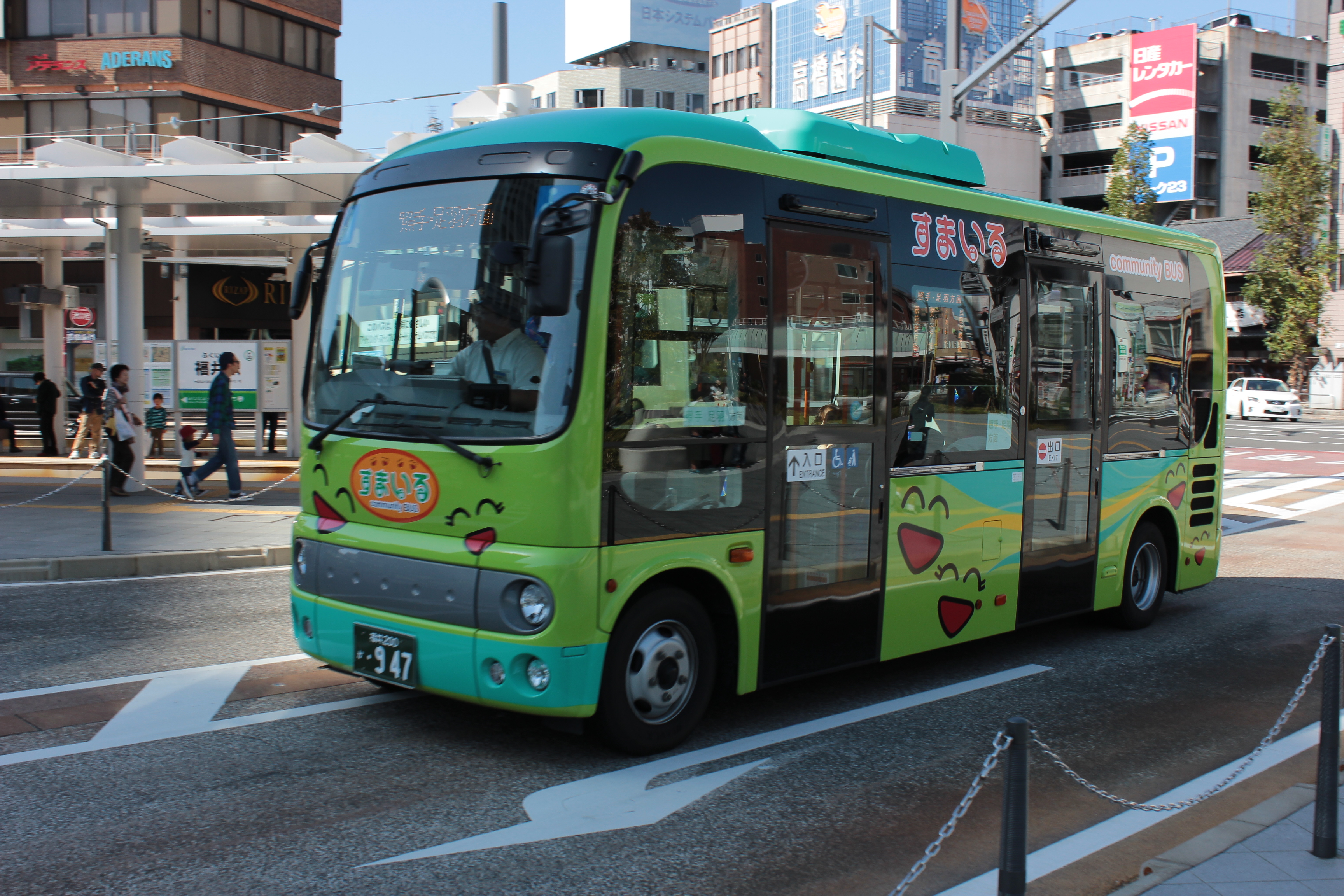
照手・足羽方面
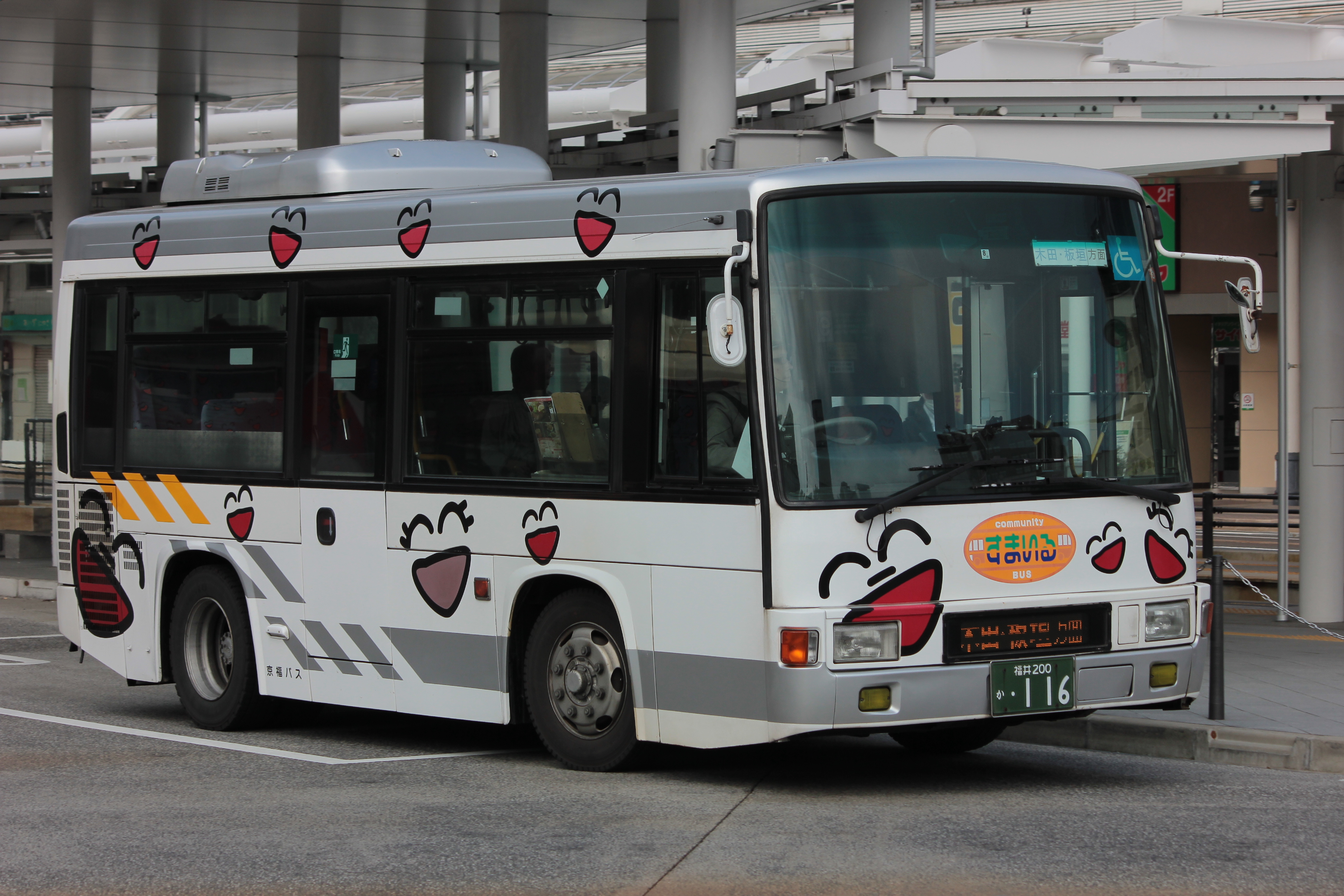
木田・板垣方面
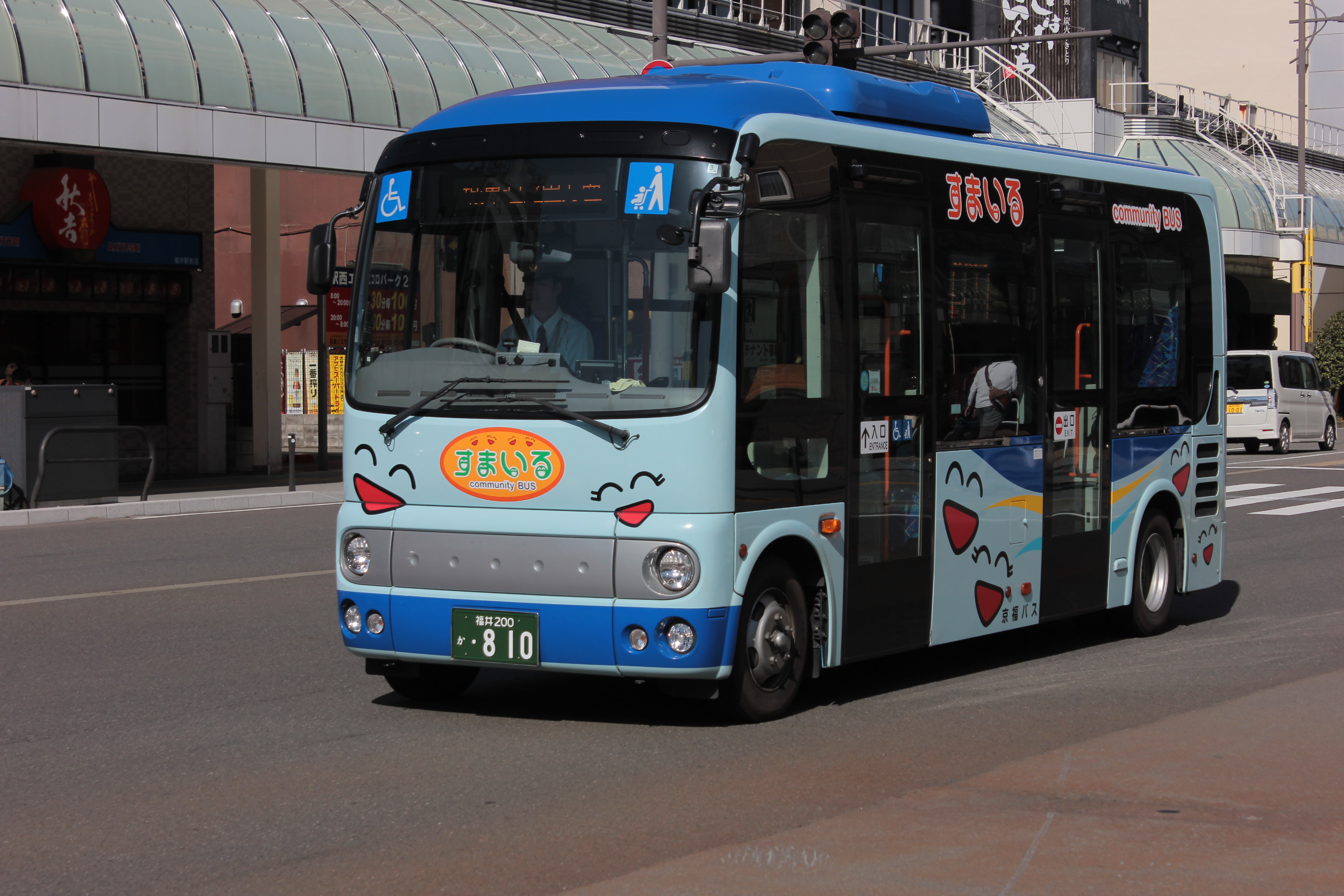
城東・日之出方面
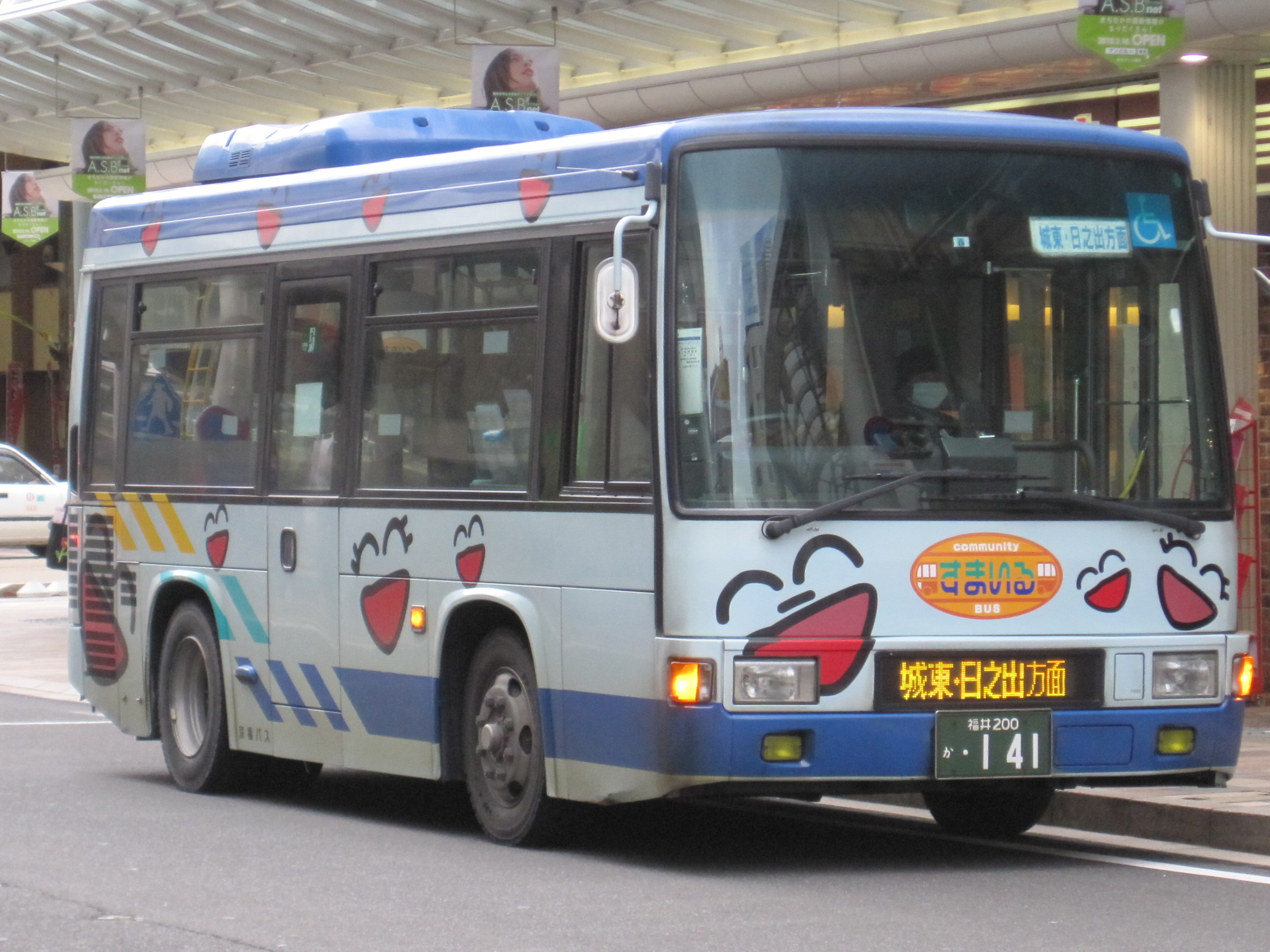
予備車（旧城東・日之出方面）
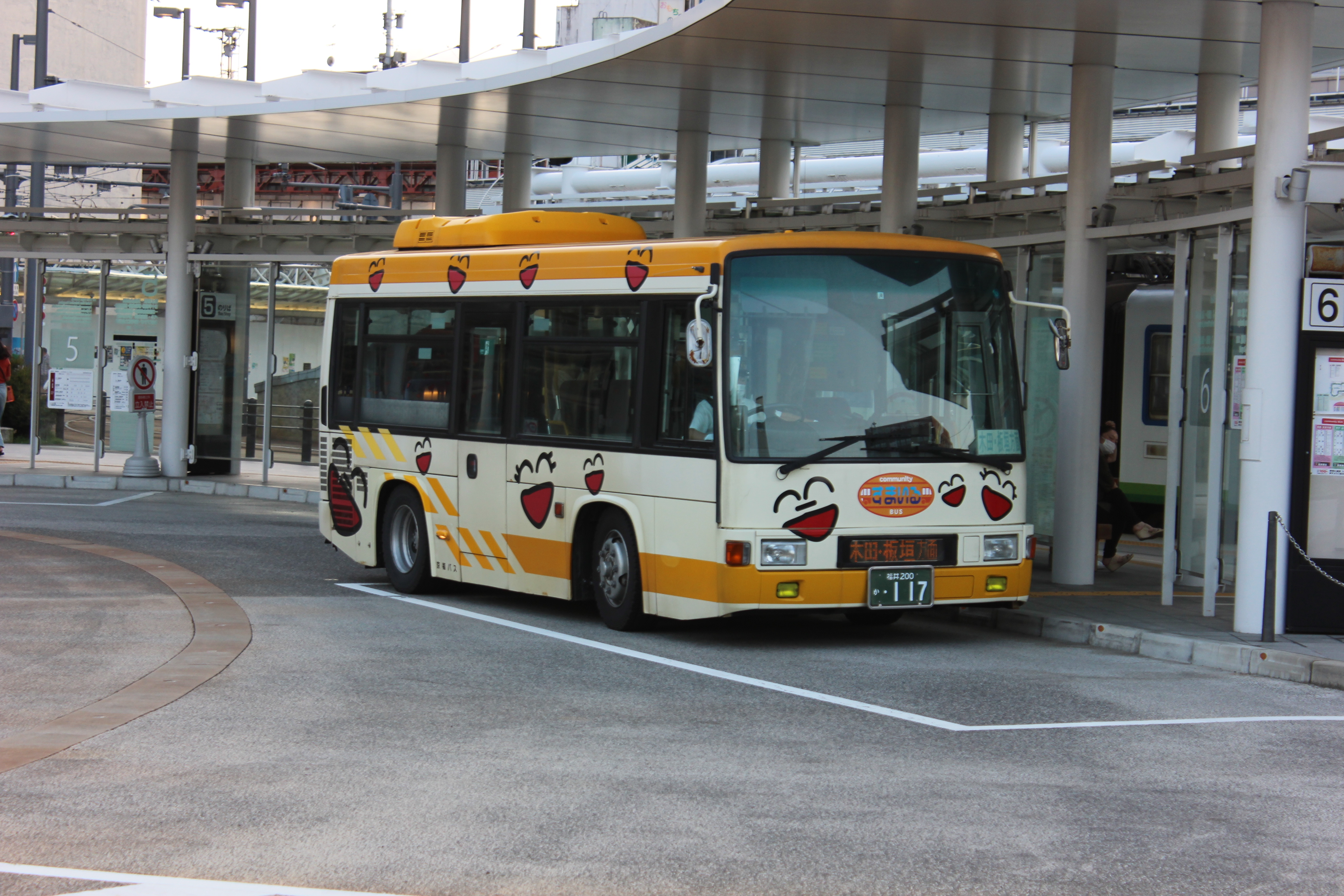
予備車（旧田原・文京方面）

- 後継の「すまいるバス」は2024年3月16日よりEVモーターズ・ジャパンのF8 series4-Mini Busを導入[17]。

## ICOUSA
ICOUSA（イコウサ）は、2011年（平成23年）3月20日に導入したICカード。主に「すまいる」での運賃の決済に使用された。FeliCaを採用したICカードで、バスでの利用のほかに、提携する4店舗で利用できる電子マネーとしての決済が可能。ICOCAなどの交通系ICカードとの相互利用ができず（片利用も不可）、利用メリットが小さいため発行開始から2年間で約1500枚に留まった。当初利用できた店舗は閉鎖されるなどしてカードの利用ができなくなり、バス運賃の決済専用のカードへ移行。最終的に2021年（令和3年）9月30日をもって取り扱い終了することとなった。
カード概要
- 1枚につき300円のデポジット（預り金）
- 1000円単位のチャージで、2万円まで入金が可能
- 発売箇所：まちづくり福井（平日のみ取り扱い）、京福バス福井駅西口ウェルカムセンター（福井市観光案内所併設、ハピリン）